# Castiglion del Torto
Le Castiglion del Torto est un château du village médiéval de Castiglioncello Bandini, une frazione de la commune de Cinigiano (province de Grosseto), en Toscane.

## Histoire
Le château a été construit au Moyen Âge, plus précisément au XIIIe siècle, lorsqu'il s'appelait également Castiglioncello di Stribugliano, compte tenu de sa relative proximité avec la localité de Stribugliano, une frazione actuelle de la commune d'Arcidosso.
C'était à l'origine une possession de la famille Aldobrandeschi, qui la céda à Ranieri Giamboni, avant d'entrer en possession des moines de l'abbaye San Salvatore au Mont Amiata en 1232. Après de nouveaux changements de propriétaire, il fut vendu à la famille siennoise Piccolomini-Bandini : c'est cette dernière famille qui donna le nom au village dans lequel se dresse le château.
Au cours des siècles, l'ensemble a été rénové à plusieurs reprises, entraînant ainsi diverses modifications de l'aspect d'origine du XIIIe siècle: parmi celles-ci, il faut mentionner la construction de la cour intérieure dans le style Renaissance au XVIe siècle et quelques reconstructions à la fin du XIXe siècle dans un style néogothique.

## Description
Castiglion del Torto est un bâtiment imposant composé d'une série de bâtiments et de deux structures en forme de tour, avec des murs extérieurs entièrement parés de pierre. Dans l'ensemble, le développement planimétrique a une section quadrangulaire.
Alors que la tour de section ronde a conservé la plupart des éléments stylistiques d'origine de la fin du Moyen Âge, la tour plus imposante à section quadrangulaire est le résultat des rénovations du XIXe siècle dans le style néo-médiéval, avec des fenêtres à meneaux et créneaux sur le dessus. Le complexe restant est le résultat des travaux de rénovation effectués au XVIe siècle, où les différents bâtiments adossés les uns aux autres renferment une précieuse cour intérieure de style Renaissance.
Les côtés Nord-Est et Sud-Est donnent sur une grande cour extérieure, tandis que les côtés Sud-Ouest et Nord-Ouest font face au village environnant : en particulier, le côté Nord-Ouest a une porte d'accès à arc en plein cintre qui mène directement vers la partie du village où s'ouvre la place avec l'église de San Nicola. Le même côté est précédé d'un mur-rideau sur lequel une partie de la structure s'appuie pour s'adapter à l'orographie de la colline sur laquelle il s'appuie.

## Galerie

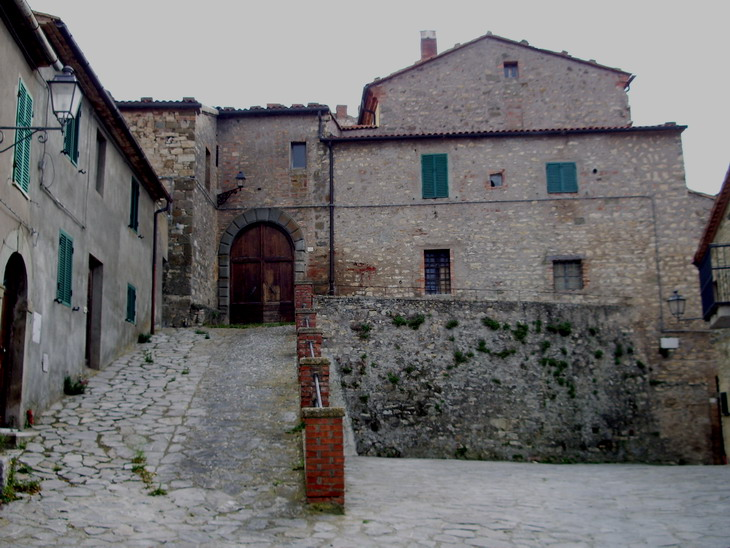
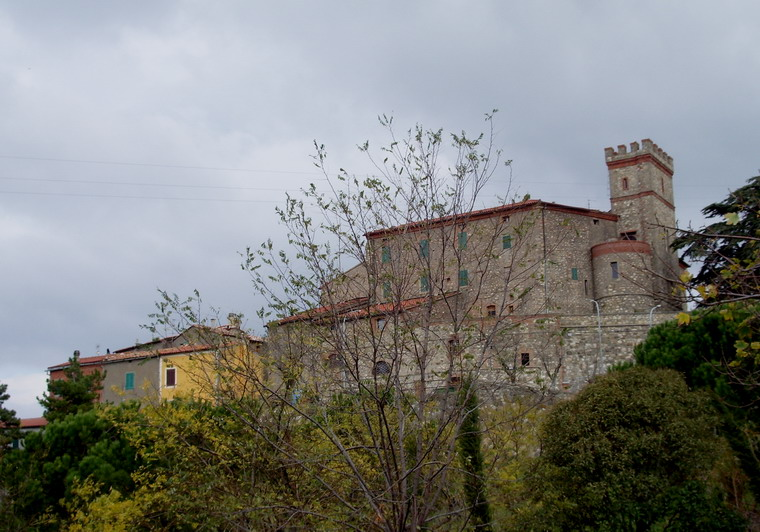
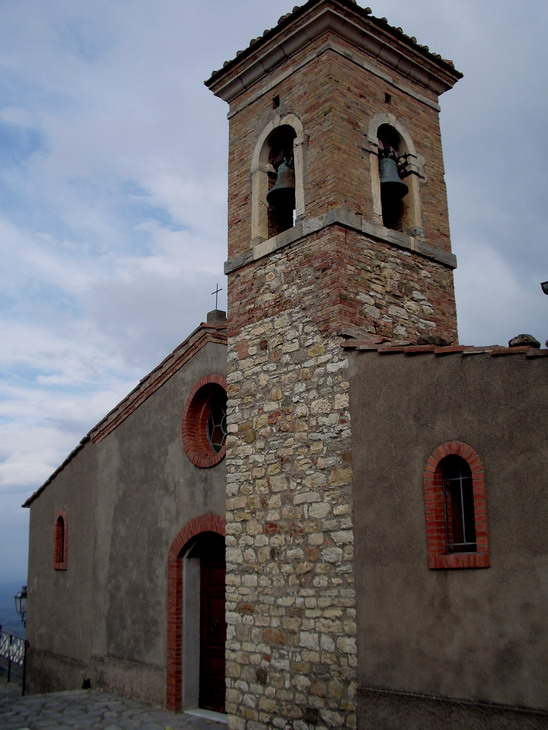
Église Saint Nicolas.